# Operace Fortitude
Operace Fortitude bylo kódové jméno pro klamavou operaci spojeneckých sil během druhé světové války a to přímo v souvislosti s vyloděním spojeneckých sil v Normandii (operace Overlord). Operace Fortitude byla rozdělena na dvě části – Fortitude North, předstírající invazi do Norska, a Fortitude South, která byla navržena tak, aby uvedla Němce v domnění, že hlavní spojenecká invaze do Francie bude vedena na Pas-de-Calais. Tato operace byla jednou z mnohých úspěšných klamných operací v průběhu druhé světové války a lze říci, že i velmi důležitou operací. Obě operace (Fortitude North a Fortitude South) byly součástí rozsáhlejšího klamného plánu s názvem Operace Bodyguard.